# Gamal Awad
Gamal Awad (arabisch جمال عواد, DMG Ǧamāl ʿAwād; * 9. August 1955 in Alexandria; † 6. November 2004 ebenda) war ein ägyptischer Squashspieler.

## Karriere
Gamal Awad gehörte ab Mitte der 1970er-Jahre zur Weltspitze im Squash. Von 1977 und 1978 gewann er die British Amateur Championships. Bei den British Open erreichte er 1983 das Endspiel, das er gegen Jahangir Khan in drei Sätzen verlor. Im Mai 1983 erreichte er mit Rang fünf seine höchste Platzierung in der Weltrangliste.
Mit der ägyptischen Nationalmannschaft nahm er 1976, 1977 und 1985 an der Weltmeisterschaft teil. Zwischen 1976 und 1986 stand er siebenmal im Hauptfeld der Einzelweltmeisterschaft. Sein bestes Resultat war das Erreichen des Halbfinals 1983. Wie bei den British Open unterlag er Jahangir Khan in drei Sätzen.
1987 beendete er seine Karriere aufgrund einer anhaltenden Knieverletzung. Am 6. November 2004 starb er im Schlaf an einem Herzinfarkt. Sein älterer Bruder Mohammed Awad war ebenfalls Squashspieler.